# ملکه برفی (فیلم ۱۹۵۷)
«ملکه برفی» (روسی: Снежная королева) فیلمی در ژانر فانتزی به کارگردانی لئو آتامانوف است که در سال ۱۹۵۷ منتشر شد.